# Allan Frumkin
 (mai 2017).
Si vous disposez d'ouvrages ou d'articles de référence ou si vous connaissez des sites web de qualité traitant du thème abordé ici, merci de compléter l'article en donnant les références utiles à sa vérifiabilité et en les liant à la section « Notes et références ».
Allan Frumkin est un galeriste new-yorkais installé dans les années 1950 à Manhattan, (au 50 West 57 th St.) après avoir ouvert une première galerie à Chicago où il présentait des artistes tels Roberto  Matta ou Peter Saul. La galerie de New York fut reprise par le jeune associé passionné de Frumkin, George Adams. La famille d'Allan Frumkin fit un don de 3 millions de dollars à la ville de New York à la mort de celui-ci.